# Gaetano Caso
Gaetano Caso (Torre Annunziata, 14 febbraio 1959) è un ex pugile e arbitro di pugilato italiano, è stato campione d'Italia Professionisti dei pesi welter nel 1985.

## Carriera

### Dilettanti
Pugile della Boxe Vesuviana di Torre Annunziata, da dilettante ha all'attivo 97 match, laureatosi campione d'Italia dilettanti dei pesi welter nel 1978 e nel 1979.

### Professionisti
Disputa il suo primo incontro da professionista il 29 giugno 1981, contro il brasiliano Eloi Emiliano De Souza, battendolo per KOT alla terza ripresa.

Dopo aver vinto una decina di match ed essere rimasto inattivo nel 1984, il 4 giugno 1985 sfida Eupremio Epifani per il titolo italiano sul ring di Genova. Vince per KOT alla 12ª ripresa laureandosi campione d'Italia dei pesi welter.

Difende la cintura il successivo 4 ottobre, a Rovigo contro Daniele Zappaterra, confermandosi campione italiano con la vittoria ai punti sulle 12 riprese.

A Viterbo il 23 novembre 1985 perde il titolo nel confronto con Gianfranco Rosi per knockout all'ottava ripresa.

Chiude la carriera il 2 agosto 1986, sconfitto da Paolo Pesci per KOT al settimo round.

### Arbitro
Dal 1990 si è dedicato all'attività di arbitro e giudice di pugilato.